# Дзева
Дзева (пол. Dziewa) — село в Польщі, у гміні Домброва-Біскупія Іновроцлавського повіту Куявсько-Поморського воєводства.
Населення — 54 особи (2011).
У 1975-1998 роках село належало до Бидгощського воєводства.

## Демографія
Демографічна структура станом на 31 березня 2011 року:
|          | Загалом | Допрацездатний вік | Працездатний вік | Постпрацездатний вік |
| -------- | ------- | ------------------ | ---------------- | -------------------- |
| Чоловіки | 24      | 7                  | 15               | 2                    |
| Жінки    | 30      | 11                 | 12               | 7                    |
| Разом    | 54      | 18                 | 27               | 9                    |